# LEO Pharma
LEO Pharma A/S es una empresa dedicada a la industria farmacéutica, con sede en Ballerup, Dinamarca, en las afueras de Copenhague. Fundada en 1908 por los farmacéuticos August Kongsted y Anton Antons, sus investigaciones se centran en el desarrollo de fármacos especializados en dermatología y trombosis. Pertenece a la Fundación LEO (The LEO Foundation) y cuenta con presencia en más de 100 países. Ganó notoriedad mundial en 1945 al ser la primera compañía en producir penicilina fuera de Estados Unidos y Reino Unido.
En noviembre de 2008 celebró su centésimo aniversario de la fundación de la compañía con distintas acciones en los más de cien países en donde tiene presencia. Actualmente cuenta con alrededor de 5,000 empleados en todo el mundo, de los cuales 1,600 trabajan en la casa matriz en Ballerup.

## Historia

### Orígenes, de 1908 a 1925
En 1908, los farmacéuticos August Kongsted y Anton Antons compran una farmacia en Copenhague, Dinamarca. Con la compra, establecen la compañía 'Københavns Løveapoteks kemiske Fabrik', pese a que en la comunidad la farmacia era conocida simplemente con el nombre de Leo. Utilizando los últimos avances en los procesos industriales, instalan la producción farmacéutica en el sótano bajo su nueva tienda.
Debido a que la farmacia era conocida como Leo desde 1620, los dos químicos deciden registrar dicho nombre como marca en 1909, naciendo así LEO Pharma. Para su logotipo se basaron en una pintura de la artista Anna Rink, hija del dueño anterior de la farmacia, inspirada en las imágenes de leones asirios encontrados en el palacio de Nabucodonosor II en Babilonia, actualmente Irak.
En 1910 el número total de empleados es de tres. Hacia 1912, LEO Pharma comercializa su primer producto, el analgésico Albyl®, que desde hace décadas es el analgésico más popular en Dinamarca. En 1914, la compañía da su primer paso internacional con el establecimiento de su primera afiliada, AB LEO Helsingborg, en Suecia.
Con las primeras exportaciones del Digisolvin LEO ® en 1917, LEO Pharma ayuda a establecer la primera industria farmacéutica danesa en el mundo. Digisolvin LEO ® es el primer fármaco danés en ser exportado. August Kongsted queda al frente de la empresa tras la muerte de Anton Antons en un accidente automovilístico en 1920.  Poco después, LEO Pharma empieza a financiar investigaciones para producir los primeros lotes de insulina en Dinamarca.

### Era biotecnológica, 1925 a 1984
En 1925, se transfiere la producción de insulina a la Fundación Nórdica Independiente de Insulina, y el desarrollo de medicamentos en LEO Pharma se centran en productos hormonales. La empresa trabaja de manera sistemática en el aislamiento de hormonas en la orina de mujeres embarazadas y caballos. El conocimiento adquirido por LEO Pharma lo pone en una buena posición para producir medicamentos durante el próximo medio siglo.
Kongsted, el fundador de LEO Pharma y elemento clave para la industria médica danesa, muere en 1939. En el inicio de la Segunda Guerra Mundial, con Europa en caos, el yerno de Kongsted, el Dr. Knud Abildgaard, toma el timón de la empresa.
Cerca del final de la guerra, LEO Pharma se convierte en la primera empresa fuera del Reino Unido y los EE. UU. en producir penicilina, suministrándola a ambos combatientes.
Para 1945, LEO Pharma emplea a más de 200 personas y tiene una facturación anual de 3,7 millones de coronas danesas. 
Al término de la guerra, LEO Pharma lanza una serie de medicamentos para mejorar la vida de personas con dermatitis atópica, impétigo y malestares renales. De 1949 a 1959, LEO Pharma mueve toda su producción a su actual sede en Ballerup, Dinamarca, y comienza a exportar productos farmacéuticos. Durante el transcurso de los siguientes 25 años, nueve oficinas de la filial se establecen a nivel mundial y un número de fármacos presentes en el mercado actual se ponen en marcha.

### Primera expansión, 1984 a 2008
La Fundación LEO se establece en 1984, proporcionando a LEO Pharma una base sólida para introducir nuevos fármacos al mercado. Cuando el Dr. Knud Abildgaard fallece en 1986, la Fundación LEO asume el control total de la empresa. Para ese momento LEO Pharma cuenta con 2.500 empleados en todo el mundo y una facturación anual de 1,14 miles de millones de coronas danesas.
En 1991, LEO Pharma lanza al mercado Daivonex® (calcipotriol) e Innohep® (tinzaparina), seguidos del lanzamiento del producto principal de LEO Pharma para combatir la psoriasis, Daivobet® (calcipotriol y dipropionato de betametasona) en 2001.
Los resultados exitosos de sus fármacos para la psoriasis permitieron que LEO Pharma obtuviera el reconocimiento internacional: sus tratamientos antipsoriásicos fueron galardonados con los prestigiosos premios otorgados por el Medec Francés y el Galein Belga en 1994. Nueve años después, la Confederación de Industrias Danesas otorgó el Product Award 2003 al fármaco Daivobet® de Leo Pharma por su efectividad en el tratamiento de la psoriasis.
En el momento de celebrar su centenario en 2008, LEO Pharma cuenta con una presencia global con filiales en 26 países. Los productos LEO se venden en más de 90 países. Las fábricas de Irlanda y Dinamarca, que albergaban la producción de penicilina desde 1945, son demolidas, simbolizando el final de una era en la historia de LEO Pharma.

## Estrategia global de expansión
En 2009, LEO Pharma lanza una estrategia global denominada "Going for Gold, step by step" (Ir a por el oro, paso a paso) con la ambición declarada de hacer crecer a la empresa. Los criterios de éxito buscados son mantener la independencia de LEO Pharma, asegurar la competitividad en todas las actividades y fomentar y desarrollar la organización.
Como parte de los esfuerzos de la estrategia, Leo Pharma adquiere la compañía de biotecnología australiana/americana Peplin, Inc. enfocada en el área de queratosis actínica. En el año 2010 establece la operación de una filial propia en Brasil.

## Medicamentos

### Dermatología

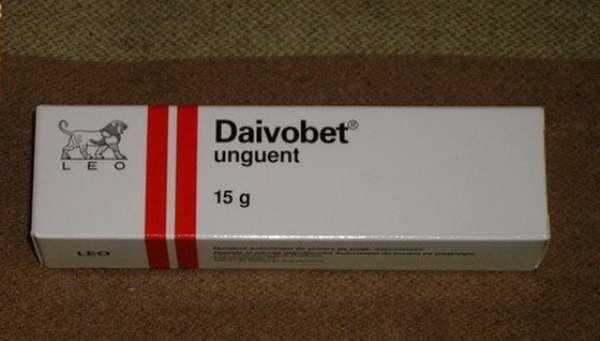
Daivobet® Ungüento

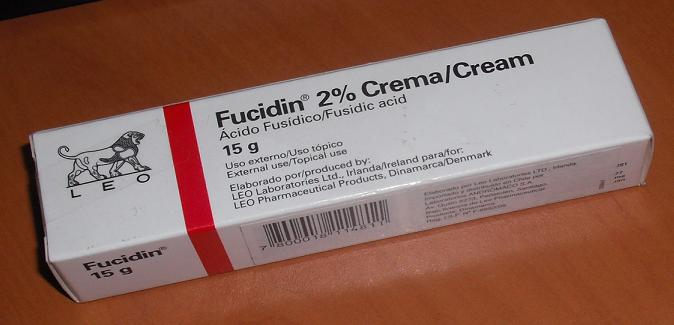
Fucidin® 2% Crema

- Daivobet® (Calcipotriol + Dipropionato de Betametasona) crema y gel para el tratamiento de la psoriasis.
- Daivonex® (Calcipotriol) crema y ungüento para el tratamiento de la psoriasis.
- Fucidin® (Ácido Fusídico)  crema para el tratamiento de infecciones como osteomielitis, septicemia, endocarditis, fibrosis quística, neumonía, celulitis, infecciones de la piel, heridas quirúrgicas y traumáticas
- Fucidin® (Ácido Fusídico/ Fusidato de Sodio) ungüento para infecciones cutáneas producidas por gérmenes sensibles al fusidato de sodio o al ácido fusídico.
- Fucidin® H (Ácido Fusídico +  Acetato de Hidrocortisona) crema
- Fucicort® (Ácido Fusídico + Valerato de Betametasona) crema

### Trombosis
- Heparina LEO® (Heparina Sódica)
- innohep® (Tinzaparina Sódica)

### Otros
- Burinex® :Bumetanida
- Fucithalmic® :Ácido Fusídico
- Etalpha® : Alfacalcidol

## Incursión en Latinoamérica
LEO Pharma ha estado activa en Latinoamérica desde principios de la década de los años 50. Cuenta con una oficina regional ubicada en la Ciudad de México, México, desde enero de 2009 para atender a Latinoamérica, incluyendo los países de Centroamérica y El Caribe, y para optimizar el servicio en toda la región.
Como parte integral de LEO Pharma A/S, la casa matriz en Dinamarca, se mantienen en todos los países donde tenga presencia los mismos estándares de administración general, apoyo en ventas, comercialización, médico, clínico y asuntos regulatorios.
La Oficina Regional de LEO Pharma Latinoamérica promueve un diálogo activo que incluye tanto a las Oficinas de Ventas Locales como a sus Socios Comerciales para la búsqueda conjunta de estrategias de mutuo beneficio diseñadas para optimizar la presencia de LEO en Latinoamérica.
El departamento de Apoyo Médico Regional colabora estrechamente con el Departamento de Apoyo Médico Institucional, con sede en la casa matriz, para ofrecer el apoyo médico necesario relacionado con sus productos a profesionales de la salud, socios y otros interesados.

### Presencia
La Oficina Regional de LEO Pharma Latinoamérica tiene presencia en México y Brasil y además de ser responsable de la operación de éstas, es también responsable de las ventas de productos LEO en las oficinas locales de Aruba, Barbados, Costa Rica, Curacao, El Salvador, Guatemala, Honduras, Jamaica, Panamá, República Dominicana, Trinidad y Tobago.
Además, es responsable de las ventas de sus productos a través de sus socios comerciales en Argentina, Chile, Colombia, Ecuador, Perú, Uruguay, Venezuela.

## Plantas de producción
LEO Pharma tiene plantas de producción en 6 ciudades:
- Ballerup, Dinamarca
- Esbjerg, Dinamarca
- Vernouillet, Dreux, Francia
- Dublín, Irlanda
- Wexport, Cork, Irlanda
- Southport, Australia